# Itapiranga (Amazonas)
Itapiranga est une municipalité brésilienne de l'État d'Amazonas .